# Women's World Championship (WWE)
Women's World Championship (em português: Campeonato Mundial Feminino) é um campeonato mundial feminino de luta profissional criado e promovido pela promoção americana WWE, defendido em sua divisão de marca Raw. É um dos dois títulos mundiais femininos para o elenco principal da WWE, junto com o Campeonato Feminino da WWE do SmackDown. Desde 18 de agosto de 2025, o título está vago. A campeã anterior, Naomi, teve que abrir mão do título devido à licença-maternidade no episódio de 18 de agosto de 2025 do Raw.
Estabelecido como Campeonato Feminino do SmackDown, foi revelado no episódio de 23 de agosto de 2016 do SmackDown como o título equivalente ao Campeonato Feminino da WWE, que se tornou exclusivo do Raw como resultado do WWE Draft de 2016 e renomeado como como Campeonato Feminino do Raw. A campeã inaugural foi Becky Lynch. O título foi disputado no evento principal de três eventos pay-per-view e transmissão ao vivo da WWE: TLC: Tables, Ladders & Chairs em 2018 e, junto com o como Campeonato Feminino do Raw na época, o principal evento da WWE WrestleMania em 2019 e por si só na Noite 1 da WrestleMania em 2021. Foi também o primeiro campeonato feminino de luta livre profissional a ser defendido na Arábia Saudita, ocorrido no Super ShowDown em 2020.
Como resultado do Draft da WWE de 2023, os Campeonatos Femininos Raw e SmackDown trocaram de marca. O Campeonato Feminino do SmackDown foi posteriormente renomeado como Campeonato Mundial Feminino, enquanto o Campeonato Feminino do Raw voltou ao seu nome original de Campeonato Feminino da WWE.

## História
Em julho de 2016, a promoção de luta profissional americana WWE reintroduziu a extensão da marca em que a promoção novamente dividiu sua lista entre as marcas Raw e SmackDown, onde os lutadores foram designados exclusivamente para atuar; a primeira divisão da marca terminou em agosto de 2011. Durante o draft de 2016, a Campeã Feminina da WWE, Charlotte, foi convocada para o Raw, deixando o SmackDown sem um campeonato feminino. Imediatamente após o SummerSlam em 23 de agosto de 2016, episódio do SmackDown, o comissário do SmackDown Shane McMahon e o gerente geral Daniel Bryan revelaram o Campeonato Feminino do SmackDown (o título de Raw foi posteriormente renomeado como Campeonato Feminino do Raw). Um desafio de eliminação de seis mulheres foi agendado para o Backlash em 11 de setembro de 2016, para determinar o campeão inaugural. As seis mulheres que competiram no SummerSlam na luta de duplas de seis mulheres foram escolhidas para o desafio do pacote de seis: Alexa Bliss, Becky Lynch, Carmella, Naomi, Natalya e Nikki Bella. Lynch se tornou a campeã inaugural quando eliminou Carmella pela última vez. O Campeonato Feminino do NXT se tornaria o terceiro principal título feminino da WWE quando a marca NXT, o território de desenvolvimento da promoção, tornou-se reconhecida como a terceira maior marca da WWE em setembro de 2019, quando foi transferida para a USA Network. No entanto, esse reconhecimento foi revertido quando o NXT voltou a ser a marca de desenvolvimento da WWE em setembro de 2021.

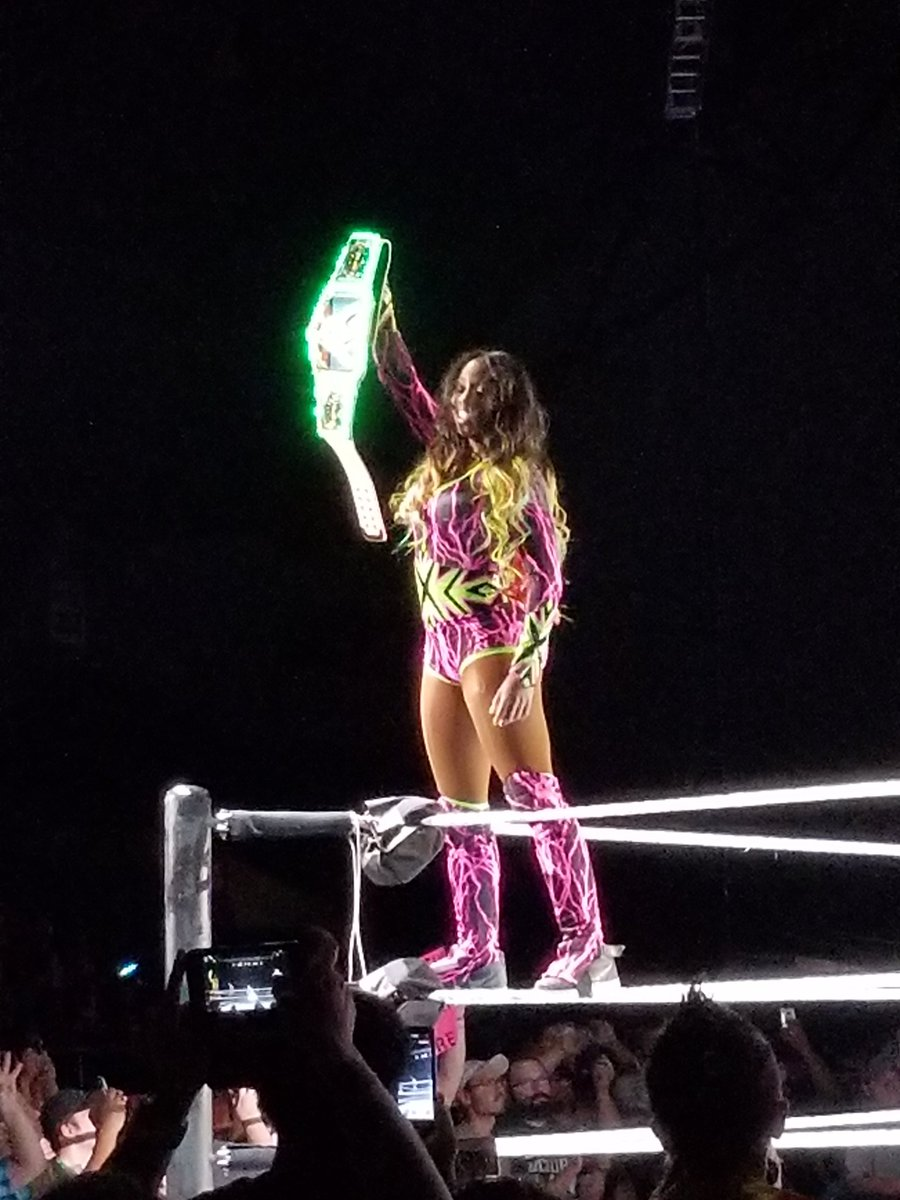
Naomi com seu cinturão personalizado e brilhante do Campeonato Feminino do SmackDown durante seu segundo reinado.

O título foi a atração principal de um evento pay-per-view e transmissão ao vivo pela primeira vez no TLC: Tables, Ladders & Chairs em dezembro de 2018, onde Becky Lynch o defendeu em uma luta de trios Tables, Ladders, and Chairs contra Charlotte Flair e Asuka, que Asuka venceu; esta também foi a primeira partida de luta de trios do TLC. O título estava em jogo em uma luta de trios onde a vencedora leva tudo no evento principal da WrestleMania 35 em abril de 2019, onde Flair defendeu o título contra a Campeã Feminina do Raw Ronda Rousey e Lynch, que venceu a partida. Esta foi a primeira luta feminina no evento principal da WrestleMania – o principal evento da WWE. No Super ShowDown em fevereiro de 2020, o título se tornou o primeiro campeonato feminino a ser defendido na Arábia Saudita, onde Bayley manteve o título sobre Naomi; esta foi apenas a segunda partida feminina disputada no país. O título estaria novamente em jogo no evento principal de uma WrestleMania, desta vez na Noite 1 da WrestleMania 37 em abril de 2021, onde Bianca Belair derrotou Sasha Banks para ganhar o título; As americanas foram a atração principal da WrestleMania e apenas a segunda luta feminina do evento principal do show anual. O título foi defendido pela segunda vez na Arábia Saudita no Crown Jewel em 2021, onde Becky Lynch se manteve contra Bianca Belair e Sasha Banks em uma luta de trios.
Como resultado do Draft da WWE de 2023, os campeonatos femininos do Raw e SmackDown mudaram de marca e não houve mudanças de título para nenhum dos campeonatos antes dos resultados do draft entrarem em vigor em 8 de maio. o episódio de 12 de junho de 2023 do Raw. Naquela noite, o oficial da WWE Adam Pearce revelou um novo cinturão do campeonato para a atual campeã Rhea Ripley, com o título posteriormente renomeado como Campeonato Mundial Feminino. Isso aconteceu logo depois que o Raw Women's Championship voltou ao seu nome original de WWE Women's Championship em 9 de junho.

### Luta inaugural pelo campeonato
| Eliminada | Lutadora    | Eliminada por | Método de eliminação | Tempo |
| --------- | ----------- | ------------- | -------------------- | ----- |
| 1         | Alexa Bliss | Naomi         | Pinfall              | 9:38  |
| 2         | Naomi       | Natalya       | Submissão            | 10:52 |
| 3         | Natalya     | Nikki Bella   | Pinfall              | 12:50 |
| 4         | Nikki Bella | Carmella      | Pinfall              | 12:58 |
| 5         | Carmella    | Becky Lynch   | Submissão            | 14:40 |
| Vencedora | Becky Lynch | Becky Lynch   | Becky Lynch          | 14:40 |

## Histórico de designação de marca
O campeonato foi criado para ser exclusivo de sua marca homônima, SmackDown. Um incidente ocorreu no Draft da WWE de 2021, onde as Campeãs Femininas do Raw e do SmackDown foram convocadas para marcas opostas. Para manter os títulos em suas respectivas marcas, as campeãs trocaram de títulos. No entanto, este mesmo incidente ocorreu no draft de 2023, mas os campeãs mantiveram seus títulos, portanto os títulos mudaram de marca apesar de seus homônimos. Esse problema seria resolvido quando os títulos fossem posteriormente renomeados para remover os nomes das marcas.
| Data de transição    | Marca     | Notas |
| -------------------- | --------- | --- |
| 23 de agosto de 2016 | SmackDown | O campeonato foi estabelecido para o SmackDown depois que a Campeã Feminina da WWE, Charlotte Flair, foi convocada para o Raw no Draft da WWE de 2016, com o título de Flair renomeado para Campeonato Feminino do Raw. Becky Lynch posteriormente se tornou a primeira Campeã Feminina do SmackDown no Backlash em 11 de setembro. |
| 8 de maio de 2023    | Raw       | A Campeã Feminina do SmackDown, Rhea Ripley, foi convocada para o Raw no Draft de 2023 da WWE. O título foi renomeado como Campeonato Mundial Feminino em 12 de junho de 2023. |

## Design do cinturão

O design original do campeonato quando era conhecido como Campeonato Feminino do SmackDown (2016–2023).

Como o Campeonato Feminino do SmackDown, o título era representado por um cinturão usando o mesmo design "Network Logo" do Campeonato Feminino da WWE, com a única diferença sendo que o fundo da placa central e os globos das placas laterais padrão eram azuis (como oposto ao vermelho) para simbolizar sua exclusividade no SmackDown. No que se tornou uma característica proeminente da maioria dos cinturões do campeonato da WWE, as placas laterais podem ser personalizadas com o logotipo do campeão em título. Durante o segundo reinado de Naomi com o cinturão do Campeonato Feminino do SmackDown, tiras de luzes LED multicoloridas foram colocadas ao redor do contorno do logotipo da WWE e do cinto para combinar com seu truque de "brilho".
Quando o título se tornou o Campeonato Mundial Feminino em junho de 2023, ele adotou um design quase idêntico ao Campeonato Mundial de Pesos Pesados masculino que havia sido lançado em abril, embora menor, com uma tira branca e com uma pequena faixa acima do "Mundo" banner que diz "Mulheres". Ele também mantém as placas laterais personalizáveis.

## Reinados
Até 19 de agosto de 2025, ao todo, foram 31 reinados entre 14 campeãs e 3 ocasiões em que o título ficou vago. Becky Lynch foi a campeã inaugural. Charlotte Flair tem o maior número de reinados com sete. O segundo reinado de Bayley e o reinado único de Rhea Ripley são os mais longos, com 380 dias (379 dias para ambas, conforme reconhecido pela WWE), enquanto o quarto reinado de Flair é o mais curto com 4 minutos e 55 segundos. Bayley também detém o recorde de reinado combinado mais longo, com 520 dias. Naomi é a campeã mais velha, tendo conquistado o título aos 37, enquanto Alexa Bliss é a mais jovem quando o conquistou aos 25. Apenas duas mulheres mantiveram o título por um reinado contínuo de um ano (365 dias) ou mais: Bayley e Rhea Ripley.
Atualmente, o título está vago. A campeã anterior, Naomi, abriu mão do título devido à licença-maternidade no episódio de 18 de agosto de 2025 do Raw.